# Oxymycterus hiska
Oxymycterus hiska és una espècie de mamífer rosegador de la família dels cricètids. Viu a altituds d'entre 610 i 3.500 msnm a Bolívia i el Perú. S'alimenta d'insectes i altres invertebrats. El seu hàbitat natural són les iungues. És una espècie en risc mínim, és a dir, no sembla que hi hagi cap amenaça significativa per a la seva supervivència. El seu nom específic, hiska, significa ‘petit’ en aimara.